# Strychnos pungens
Strychnos pungens är en tvåhjärtbladig växtart som beskrevs av Solered.. Strychnos pungens ingår i släktet Strychnos och familjen Loganiaceae. Inga underarter finns listade i Catalogue of Life.